# Mittelmühle (Ettenheim)
Die Mittelmühle ist ein Wohnplatz in der Stadt Ettenheim, Baden-Württemberg.

## Lage
Die Mittelmühle liegt etwa einen Kilometer südöstlich des historischen Ortskernes von Ettenheim auf einer Höhe von 180 m ü. NN im Tal des Ettenbaches.

## Geschichte
Die Mittelmühle wurde 1721 erstmals schriftlich erwähnt. Ihren Namen verdankt sie der mittigen Lage zwischen der Sägmühle und der Fuchsmühle. 1880 erwarb der Gerber Hermann Henninger die ehemalige Lohmühle und baute sie in den Folgejahren bis 1886 mit einem Sägegatter aus. Sein Sohn Landolin Henninger baute das noch heute bestehende Gebäude aus. Der Teil des am Mühlenweg befindliche Teil des Gebäudes steht unter Denkmalschutz. Der Mühlbetrieb wurde 1964 eingestellt. Heute befindet sich eine Kfz-Werkstatt im ehemaligen Mühlhaus der Mittelmühle, die noch immer in Familienbesitz der Familie Henninger ist.